# 巴提卡洛阿

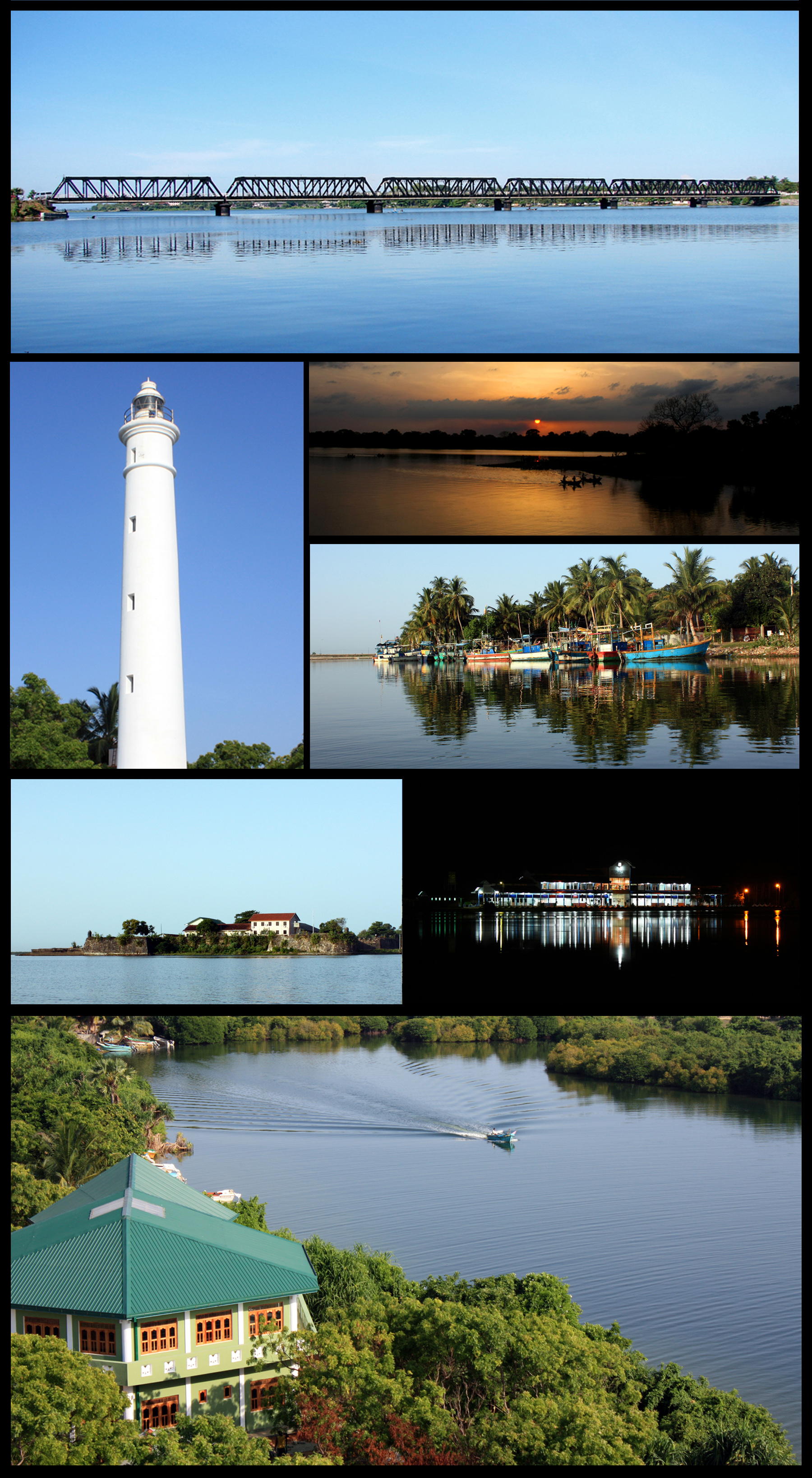
巴提卡洛阿

巴提卡洛阿（羅馬化：Maṭṭakkaḷappu，羅馬化：Madakalapuwa）是斯里蘭卡的城市，由東部省的拜蒂克洛區負責管轄，每年平均降雨量1,650毫米，2011年人口92,332，居民主要信奉印度教。

## 外部連結
- Batticaloa News （页面存档备份，存于）（文）
- History of Batticaloa（文）
- Mattakkalappu Poorva Sariththiram （页面存档备份，存于）

7°43′N 81°42′E / 7.717°N 81.700°E